# Босански ћилим
Босански ћилим је посебна врста ћилима, већином оријенталног изгледа који представља важну културну вредност Бошњака, Срба, Хрвата и осталих народа у Босни и Херцеговини.
Босна и Херцеговина је једина европска земља која има ћилим као особен вид примењене, народне, традицијске ликовности.

## Изглед
Најобичнији босански ћилими црвене су позадине и поседују разноврсне орнаменте по себи. А на крајевима су коцке у облику жаба на разним позадинама. Присутна је и плава подлога за босанске ћилиме.
Босанске ћилиме краси лепота, богата ликовна орнаментика, колорит. Босански ћилим спаја и утицаје далеког Оријента и аутохтоних балканских елемената.
Најпознатији је тзв. беговски ћилим који се израђује током неколико месеци. Кад се гледа кроз ћилим усправљен наспрам сунца на њему не траба да буду уочљихих отвора, што је мера густину ткања и квалитета.
За израду ћилима користила се вуна домаће овце, и за бојење углавном биљни састојци. Од украса углавном се користила права, цик-цак линија, троугао, ромб, такође и стилизовани мотиви из флоре и фауне.

## Улога у култури
Босански ћилим има важну улогу у бошњачкој и босанској култури. Пре су жене саме правиле ове ћилиме и често су давани као поклони, а скоро увек покривали подове старих кућа.
У илиџанском насељу Влаково, отворена је ткаоница босанских ћилима у жељи да се сачува и негује ћилим као босанскохерцеговачки бренд.